# National Rail
National Rail är ett samlingsnamn för persontrafik på järnväg i Storbritannien och används av de cirka 20 tågbolag i branschorganisationen Rail Delivery Group som bedriver persontrafik. Det är delvis en efterföljare till det tidigare statliga British Rail.
1993 beslutade den konservativa regeringen att British Rail skulle privatiseras och delas upp i olika bolag för trafik och spårhantering. Trafiken privatiserades och uppdelades på många privata företag varpå National Rail skapades.